# Japanisch-taiwanische Beziehungen
Die Japanisch-taiwanischen Beziehungen lassen sich auf das 16. Jahrhundert zurückverfolgen, als das Japanische Kaiserreich einen Gesandten auf die Insel Formosa schickte. Nach der Meiji-Restauration in der zweiten Hälfte des 19. Jahrhunderts begann Japan seine Expansion in Asien und annektierte Taiwan von der Qing-Dynastie. Die Insel verblieb unter japanischer Herrschaft von 1895 bis 1945, bis es zur Kapitulation Japans im Zweiten Weltkrieg kam. Am 25. Oktober 1945 wurde Taiwan von Japan an die Republik China übergeben. Nach der Niederlage der Kuomintang im Chinesischen Bürgerkrieg 1949 erkannte Japan die Republik China auf Taiwan bis 1972 als einzige legitime Regierung Gesamtchinas an. Nach der Anerkennung der Volksrepublik China durch Japan wurden die Beziehungen zu Taiwan auf der inoffiziellen Ebene weitergeführt und de-Facto ist Japan heute neben den Vereinigten Staaten der zweitwichtigste Verbündete Taiwans. Aufgrund der Nähe Taiwans zum japanischen Staatsgebiet ist der politische Status Taiwans von großer Bedeutung für die Sicherheit Japans. In der Vergangenheit hat Japan oft eine ambivalente Haltung hinsichtlich der Frage gezeigt, ob es die Insel bei einem vom chinesischen Festland kommenden militärischen Angriff verteidigen würde, ähnlich der Haltung der USA. Mit den steigenden Spannungen in der Taiwanstraße hat Japan seine Verteidigungsbereitschaft erhöht und sich zunehmend klarer zugunsten Taiwans positioniert.

## Geschichte

### Vorgeschichte
Die komplexen Beziehungen zwischen Japan und Taiwan gehen auf das Jahr 1592 während der Sengoku-Periode Japans zurück, als der japanische Herrscher Toyotomi Hideyoshi einen Gesandten namens Harada Magoshichirou nach Takasago Koku 高砂国 (Taiwan) schickte, um die Insel Japan einzuverleiben, was am Widerstand der Einheimischen scheiterte. Ein neuerlicher japanischer Eroberungsversuch der Insel durch Murayama Toan scheiterte 1616. Im 17. Jahrhundert gab es einen regen Handel zwischen Japan und Taiwan. Die Niederländer kolonisierten Taiwan im Jahr 1624 und nutzten die Insel als Basis für den Handel mit Japan. Während der Ära des Königreichs Tungning (1662–83) kaufte Japan Hirschleder, Zucker und Seide aus Taiwan und verkaufte Edelmetall, Porzellan, Rüstungen und Baumwollstoffe. Die japanische Währung konnte in dieser Zeit auf Taiwan verwendet werden und japanische Kaufleute durften in Keelung leben. Nachdem taiwanische indigene Stämme 54 Matrosen von den Ryūkyū-Inseln im Jahr 1871 ermordet hatten, schickten die Japaner drei Jahre später eine japanische Strafexpedition nach Taiwan. Diese Expedition diente bereits als Vorbereitung auf die spätere koloniale Expansion Japans und stellte den ersten Überseeeinsatz der modernisierten japanischen Armee und der Marine dar. Sie sollte neben der Bestrafung der Täter auch die Kontrolle der Qing-Dynastie über Taiwan testen. Nach einer Entschädigungszahlung der Qing zogen die Japaner sich zurück.

### Japanische Herrschaft auf Taiwan

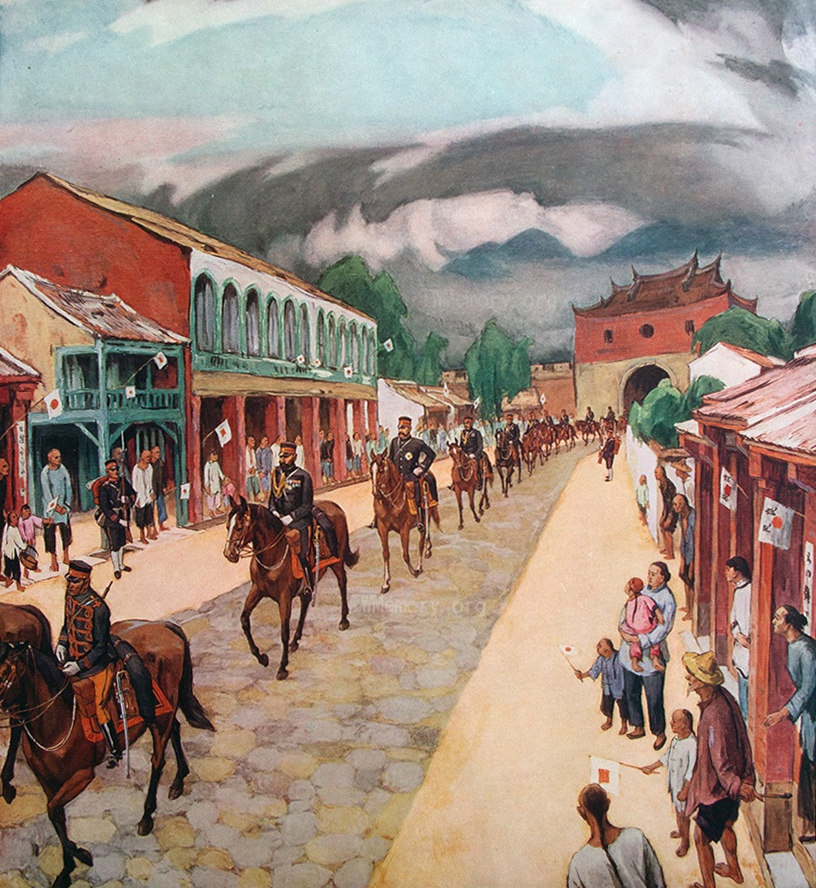
Abbildung des Einmarschs japanischer Soldaten in Taipeh (1895)

Nach der Niederlage der Qing im ersten Chinesisch-Japanischen Krieg (1894–1895) musste China mit dem Vertrag von Shimonoseki Taiwan an das Kaiserreich Japan abtreten. Prochinesische Kräfte in Taiwan riefen nach dem Abzug chinesischer Streitkräfte die kurzlebige Republik Formosa aus, die von den Japanern zerschlagen wurde. In dieser Zeit war Taiwan Japans erste Kolonie und kann als erster Schritt zur Umsetzung der japanischen Südexpansion des späten 19. Jahrhunderts betrachtet werden. Aufstände gegen ihre Herrschaft ließen die Japaner 1915 und 1930 gewaltsam niederschlagen. Die Japaner versuchten auf Taiwan eine „Musterkolonie“ zu errichten und beuteten die natürlichen Ressourcen der Insel aus. Japanische Kultur und Sprache wurden gefördert und die chinesische Identität unterdrückt. Durch die beschleunigte Industrialisierung und Modernisierung der Insel blieb die japanische Herrschaft aber in der späteren Geschichtsschreibung nicht so negativ in Erinnerung wie z. B. die japanische Herrschaft in Korea, was die engen japanisch-taiwanischen Beziehungen nach 1950 begünstigte. Tatsächlich ist Taiwan das einzige asiatische Land, welches eine überwiegende positive historische Erinnerung an die japanische Herrschaft hat, was im scharfen Kontrast zur Situation in z. B. Korea steht.
Nach der Kapitulation Japans im Zweiten Weltkrieg 1945 wurde Taiwan an die Republik China übergeben. Die Erfahrungen der Taiwaner mit den Festlandchinesen waren in den nächsten Jahren von Unterdrückung, Gewalt und dem chinesischen Bürgerkrieg geprägt, was die spätere positive Sichtweise auf die japanische Zeit begünstigte.

### Nachkriegszeit
1949 gewannen die Kommunisten unter Führung von Mao Zedong den Bürgerkrieg und riefen die Volksrepublik China aus. Die Nationalisten der Republik China unter Chiang Kai-shek mussten sich auf die Insel Taiwan zurückziehen. Das von den USA besiegte Japan wollte unter Premierminister Yoshida Shigeru zuerst die Volksrepublik China anerkennen und diplomatische Beziehungen mit dieser aufnehmen. Die USA verhinderten dies jedoch und drohten damit, den Vertrag von San Francisco von 1951 auszusetzen, falls Japan nicht die Republik China als einzige Regierung Chinas anerkennt. Andernfalls würde die Souveränität Japans nicht wiederhergestellt werden. Die Beziehungen zwischen der Republik China und Japan wurden mit dem Vertrag von Taipeh vom 28. April 1952 geregelt. Mit dem Abschluss des Vertrags verzichtete Japan auf alle Besitzansprüche hinsichtlich Taiwan, den Spratly-Inseln, den Pescadoren und den Paracel-Inseln. Im Gegenzug verzichtete die Republik China auf jegliche Reparationsforderungen an Japan.
Aus der japanischen Kolonialzeit bestanden immer noch zahlreiche wirtschaftliche Kontakte zu Taiwan. Japan spielte eine wichtige Rolle, indem es der Regierung der Republik China und lokalen Unternehmen zahlreiche Darlehen gewährte, um die wirtschaftliche Entwicklung des aufstrebenden Landes in der Nachkriegszeit zu unterstützen. 1958 wurde die Sino-Ryukyuan Economic and Cultural Association in Naha, Okinawa, gegründet, dem strategischen Hauptquartier der US-Streitkräfte in der Region. Im Jahr 1972 wurde Okinawa von den USA an Japan zurückgegeben, aber die Vereinigung blieb als Institution zur Förderung der Beziehungen, des Dialogs und des akademischen Austauschs zwischen Japan, Okinawa und Taiwan bestehen.

### Nach 1972
Die Japaner blieben ein enger Verbündeter der Republik China in der Nachkriegszeit, jedoch änderte sich die Situation, als sich zeigte, dass die kommunistische Herrschaft in Festlandchina von Dauer sein würde. Mit der Resolution 2758 der UN-Generalversammlung (Japan stimmte gegen diese Resolution) verlor die Republik China ihre Mitgliedschaft in den Vereinten Nationen und unter Richard Nixon normalisierten auch die USA ihre Beziehungen zur Volksrepublik China. Die von der Liberaldemokratischen Partei geführte Regierung Japans unter Kakuei Tanaka beschloss deshalb, formelle diplomatische Beziehungen zur Volksrepublik China aufzunehmen. Zuvor unterhielt Japan bereits inoffizielle Handelsbeziehungen mit der Volksrepublik ohne formelle diplomatische Anerkennung. Nach Angaben der New York Times informierten japanische Wirtschaftsvertreter etwa einen Monat vor der Reise des japanischen Premierministers Tanaka nach Peking taiwanesische Geschäftspartner und Angestellte in Taipeh über die Aufrechterhaltung der Wirtschaftsbeziehungen zwischen Japan und Taiwan auch nach der diplomatischen Anerkennung der Regierung der VR China durch den japanischen Staat. Ein 1972 abgeschlossener Vertrag zwischen der Volksrepublik und Japan hob den vorherigen Vertrag von Taipeh auf und Japan bekannte sich zur Ein-China-Politik, welche die Volksrepublik als einzige Regierung Chinas anerkennt. Dies wurde bekräftigt durch den Friedensvertrag zwischen Japan und der Volksrepublik China von 1978.

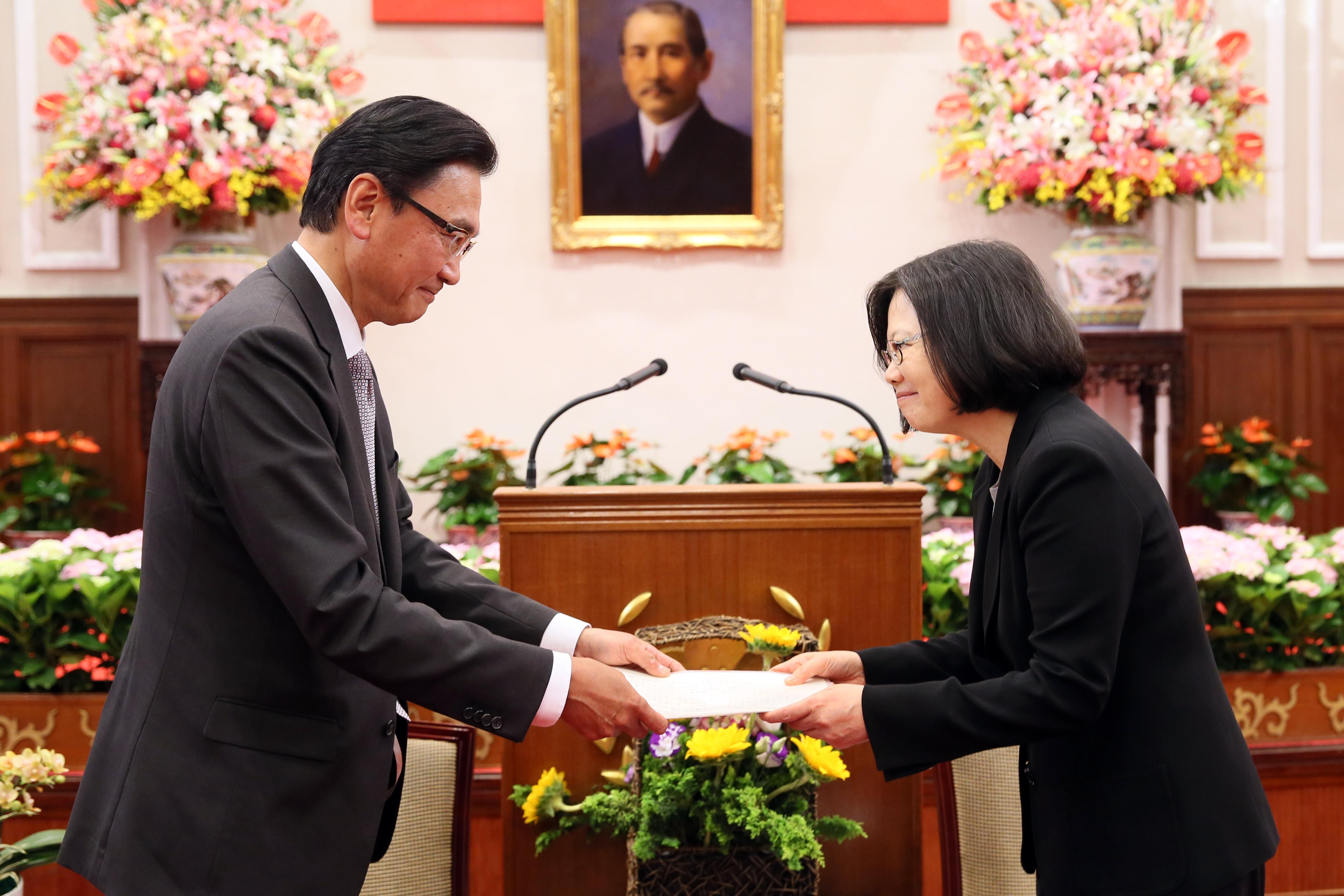
Der japanische Abgeordnete Keiji Furuya und Taiwans Präsidentin Tsai Ing-wen in Taiwan (2016)

Die engen wirtschaftlichen und politischen Kontakte zwischen Japan und Taiwan wurden allerdings auch nach dem Ende offizieller diplomatischer Beziehungen weitergeführt und sogar intensiviert. Obwohl Japan seine Entwicklungshilfe an Taiwan einstellte, stiegen die Direktinvestitionen japanischer Unternehmen in der Folgezeit deutlich an. Das Tian’anmen-Massaker von 1989 verschlechterte zudem das Ansehen der Volksrepublik China in Japan, was die Beziehungen mit Taiwan begünstigte und den Niedergang der prochinesischen Sozialistischen Partei Japans einleitete. Das positive Verhältnis beider Gesellschaften wurde auch durch die zahlreichen Spenden in Taiwan für die Opfer des Tōhoku-Erdbeben 2011 belegt und weiter gefördert. Japan hat sich aufgrund seiner Besorgnis über die wirtschaftliche und militärische Macht Pekings in der Regierungszeit von Shinzō Abe weiter an Taiwan angenähert. 2023 forderte der nationalistische japanische Politiker Tarō Asō von Japan und den USA „die Entschlossenheit zu kämpfen“ für den Fall eines Angriffs auf Taiwan.

## Wirtschaftsbeziehungen
Zwischen beiden Ländern bestehen sehr enge Wirtschaftsbeziehungen. Für Japan ist Taiwan der drittgrößte Handelspartner hinter China und den USA und das bilaterale Handelsvolumen lag 2022 bei über 80 Milliarden US-Dollar. Japanische Unternehmen haben knapp eine Billion US-Dollar in die taiwanische Wirtschaft investiert und damit maßgeblich zum Wirtschaftswunder von Taiwan in der Nachkriegszeit beigetragen. Der Technologietransfer aus Japan hat auch entscheidend zum Entstehen von erfolgreichen Sektoren der Spitzentechnologie auf Taiwan eingewirkt. Taiwanische Unternehmen sind für Japans Wirtschaft entscheidend für die Versorgung mit Halbleitern, wobei sich Japan um die Ansiedlung taiwanischer Halbleiterunternehmen auf dem japanischen Festland bemüht.
2019 besuchten zwei Millionen japanische Touristen Taiwan und knapp fünf Millionen Taiwaner besuchten Japan.

## Kulturbeziehungen

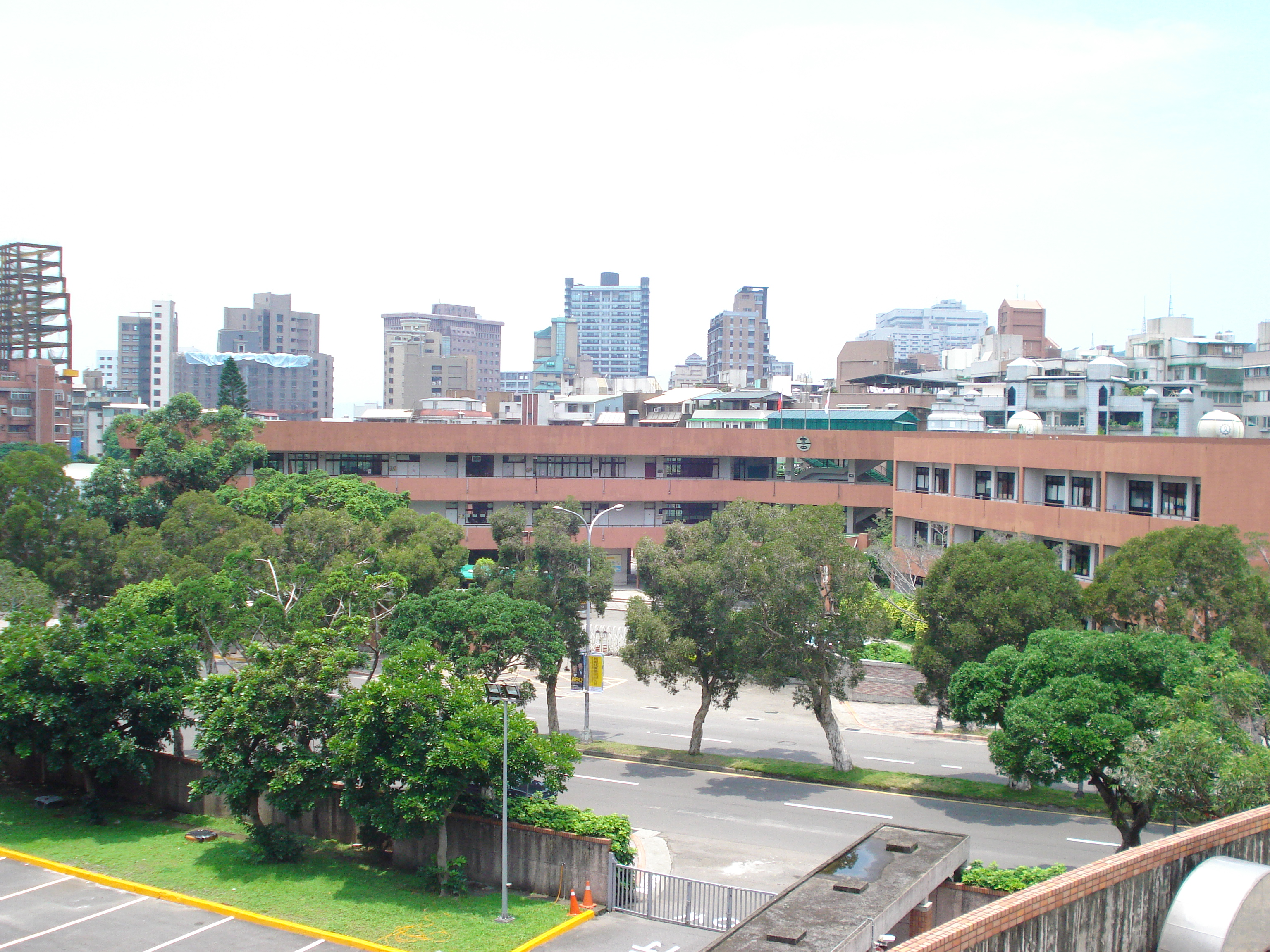
Japanische Schule in Taipeh

In der japanischen Kolonialzeit bemühte sich das Kaiserreich um eine Assimilierung der Taiwaner. Die japanische Sprache, Kultur und Religion wurde auf der Insel eingeführt, was Kultur und Menschen der Insel bis heute beeinflusst. Laut einem Professor der Nationaluniversität Taiwan konnten „die 50 Jahre Kolonialherrschaft die Taiwaner zwar nicht zu Japanern machen, doch sie reichten aus, um viele Taiwaner zu Nicht-Chinesen zu machen.“ Neben kulturellen und architektonischen Überbleibseln aus der Kolonialzeit, welche aktiv gepflegt werden, ist auch moderne japanische Popkultur sehr populär geworden. So sind japanische Filme, Musik, Küche, Bücher und andere Kulturerzeugnisse sehr beliebt in Taiwan. Auch der freie Reiseverkehr und zahlreiche bilaterale Kulturorganisationen fördern den gesellschaftlichen Austausch. Aufgrund der zahlreichen kulturellen Gemeinsamkeiten und der geografischen Nähe ist Taiwan ein populäres Reiseziel für japanische Touristen.
Die projapanische Einstellung auf Taiwan zeigt sich auch daran, dass 2010 knapp 50 Prozent der Taiwaner in einer Bevölkerungsumfrage Japan als ihr „Lieblingsland“ bezeichneten.

## Strategische und sicherheitspolitische Aspekte

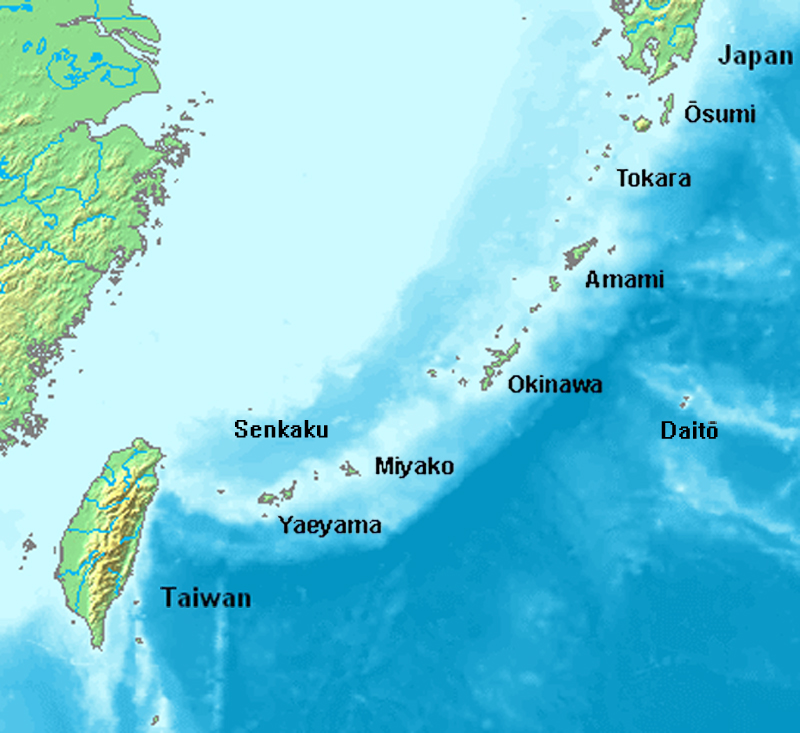
Lage der Ryūkyū-Inseln zwischen Taiwan und den japanischen Hauptinseln

Aufgrund der Nähe von Taiwan zu den japanischen Ryūkyū-Inseln ist Taiwan für Japans nationale Sicherheitsstrategie sehr bedeutend. Die steigenden Spannungen zwischen Taiwan und der Volksrepublik in der Taiwanstraße haben deshalb Alarm in Tokio ausgelöst. 2021 wurde deshalb erstmals die Sicherheit Taiwans in einem White Paper der Selbstverteidigungsstreitkräfte Japans erwähnt. Die Furcht vor einer Krise um Taiwan hat unter Shinzō Abe zu einem Aufrüstungsprogramm geführt, mit dem die japanische Marine besser auf eine mögliche Krise vorbereitet werden soll. Im Dezember 2021 verkündete Abe: „eine taiwanische Krise ist eine japanische Krise“. In Peking sorgte diese Aussage für Missfallen. 2023 verstärkte Japan seine Sicherheitsbeziehungen mit Taiwan, indem es einen aktiven Regierungsbeamten als Attaché mit Zuständigkeit für Verteidigung nach Taiwan entsendete.
In Bevölkerungsumfragen aus dem Jahre 2022 glaubten 43,1 % der Taiwaner Japan würde sie bei einem chinesischen Angriff verteidigen (42,8 % glaubten dies über die USA). Die Verfassung Japans setzt allerdings sehr hohe Hürden für den Einsatz der Streitkräfte außerhalb der unmittelbaren Verteidigung des eigenen Landes, welche eine „Bedrohung der nationalen Existenz erfordert“. In Umfragen sprechen sich außerdem nur 22 % der Japaner dafür aus, Taiwan bei einem Angriff militärisch beizustehen. Knapp drei Viertel waren dagegen.

## Diplomatische Vertretungen
Das es keine offiziellen diplomatischen Beziehungen gibt, gibt es auch keine Botschaften oder Konsulate, sondern nur Vertretungen, welche deren Funktionen erfüllen.
- Der Japanisch-Taiwanische Austauschverband vertritt Japan in Taiwan mit Vertretungen in Taipeh und Kaohsiung.
- Das Taipei Wirtschafts- und Kulturbüro vertritt Taiwan in Japan.

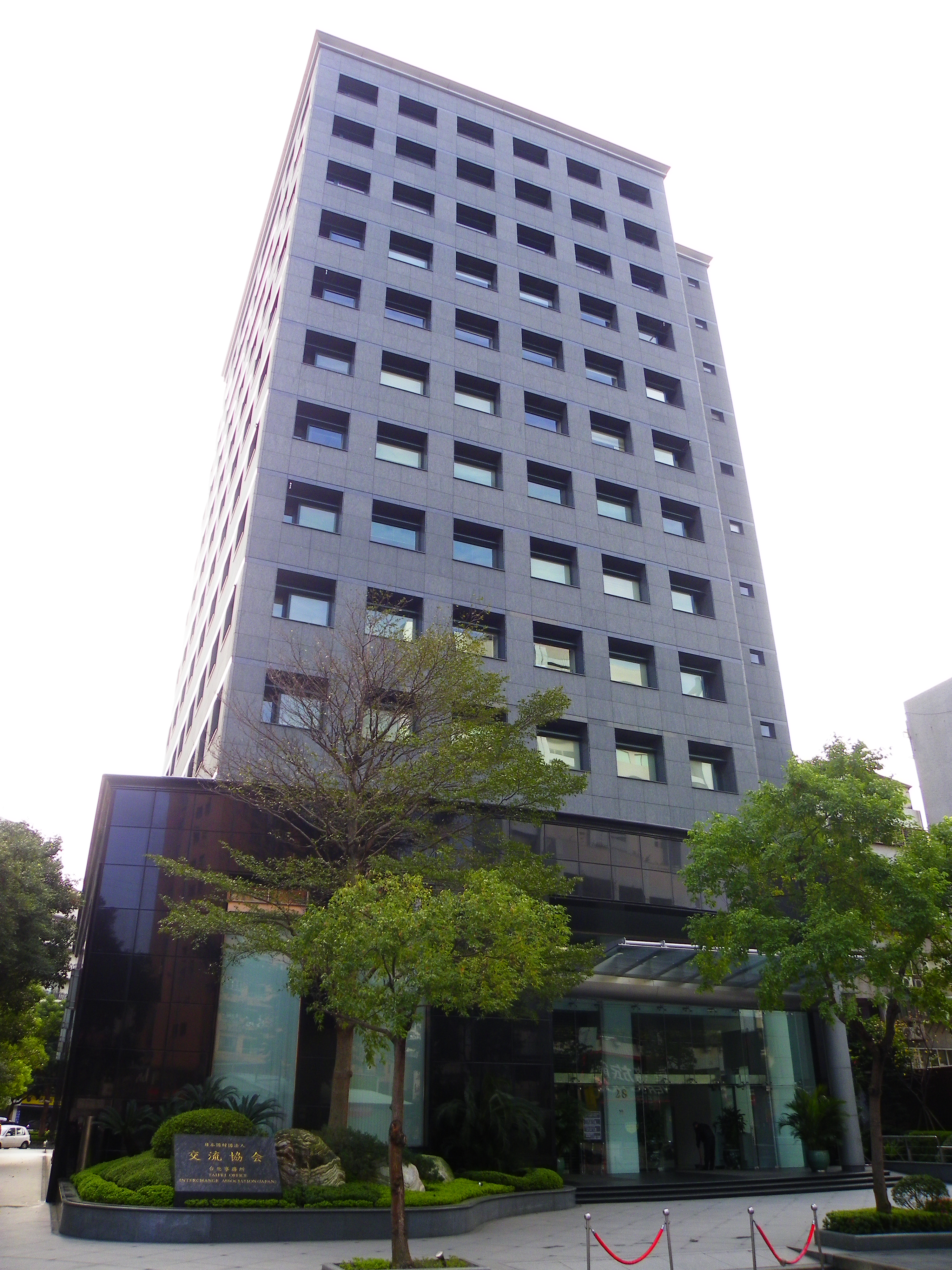
Japanisch-Taiwanischer Austauschverband in Taipeh
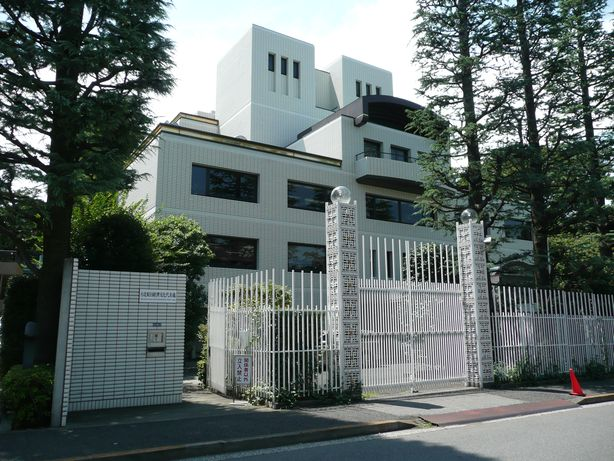
Taiwanische Vertretung in Japan